# Kościół Pierwszych Polskich Męczenników w Poznaniu
Kościół Pierwszych Polskich Męczenników – postmodernistyczna katolicka świątynia parafialna, zlokalizowana na Osiedlu Tysiąclecia w Poznaniu.
Kościół o niewielkiej powierzchni w stosunku do liczby mieszkańców tego rejonu Chartowa, zaczęto budować w 1980 (w tym roku arcybiskup Jerzy Stroba erygował parafię). Pierwszą odprawioną mszą była pasterka w 1983. Konsekracja nastąpiła 13 marca 2005 (arcybiskup Stanisław Gądecki oraz arcybiskup Tomasz Peta z Kazachstanu).
Projektantami świątyni byli Andrzej Maleszka, Tadeusz Mikuła i Marian Urbański (dwaj ostatni odpowiadali głównie za sprawy konstrukcyjne). Architekci odpowiedzieli na soborowe wyzwania architektoniczne, umieszczając ołtarz w środku założenia, pomiędzy trzema amfiteatralnymi balkonami dla wiernych. W architekturze kontrastują silnie faktury różnych użytych do budowy materiałów: betonu, szkła, cegły klinkierowej i metalu. Całość obiektu usytuowana jest na skarpie, górując nad pętlą tramwajową na Osiedlu Lecha i lokalnym parkiem. 